# Épiphane le Sage
Épiphane le Sage ou le Très Sage (en russe Епифа́ний Прему́дрый, né à la fin du XIVe siècle, mort au début du XVe siècle en Russie) est un célèbre bibliophile et auteur russe, moine du monastère de la Trinité et disciple du saint russe Serge de Radonège. 
Il fut moine à Rostov avec Étienne de Perm, puis partit avec ce dernier en mission en 1379 et se rendit au monastère de Serge de Radonège, où Étienne passa dans ses voyages de Perm à Moscou.
Après la mort de Serge de Radonège, il écrivit sa biographie intitulée Vie du vénérable Serge de Radonège («Житие преподобного Сергия»). Il se rendit également à Perm après la mort d'Étienne pour recueillir les témoignages. La Vie d'Étienne de Perm («Житие святого Стефана Пермского»). On lui doit aussi les faits essentiels de la biographie du peintre russe d'origine byzantine, Théophane le Grec, rapportés par son épître à Cyrille de Tver, écrite vers 1415.